# 小島章司
小島 章司（こじま しょうじ、1939年（昭和14年）10月1日 - ）は、日本のフラメンコダンサー。日本フラメンコ協会理事長。徳島県海部郡牟岐町出身。武蔵野音楽大学声楽学科卒業。

## 経歴
1966年 スペインに渡り、マドリードの稽古場「アモール・デ・ディオス」で修業。1976年 十年に及ぶ修業を終えて帰国。2009年 6月14日、高野山真言宗総本山金剛峯寺壇上伽藍金堂にてフラメンコ奉納公演『聖なるいのち ～空海に捧ぐ～』を行う。2011年 2月27日、第15回フェスティバル・デ・ヘレスにて『ラ・セレスティーナ』招聘公演を行う。（会場：ヘレス・デ・ラ・フロンテーラ市ビジャマルタ劇場／演出・振付：ハビエル・ラトーレ／音楽監督：チクエロ）

### 受賞歴
1986年 『瞋恚の炎』で第18回舞踊批評家協会賞、芸術祭賞を受賞。1991年 河上鈴子スペイン舞踊賞を受賞。
1999年 徳島県文化賞を受賞。『ガルシア・ロルカへのオマージュ』で第30回舞踊批評家協会賞、平成11年度舞踊芸術賞を受賞。2000年 『LUNA フラメンコの魂を求めて』で第50回芸術選奨文部大臣賞（舞踊部門）を受賞。2000年 12月、スペイン国王よりイサベル女王勲章オフィシアル十字型章を受章。2002年 『アトランティダ幻想』で第33回舞踊批評家協会賞を受賞。2003年 紫綬褒章を受章。2004年 韓日伝統文化交流協会より功労牌を授与される。
2005年 スペイン・アンダルシア州政府より顕彰される。2008年 『鳥の歌』『FEDERICO』『戦下の詩人たち』の〈愛と平和三部作〉により第39回舞踊批評家協会賞を受賞。2009年 4月、スペイン国王より文民功労勲章エンコミエンダ章を受章。
2009年 11月3日、文化功労者に選ばれる。2009年 12月6日、牟岐町町民栄誉賞を受賞。
2012年ニムラ舞踊賞受賞。2018年11月 旭日重光章を受章。

## 著書
- 小島章司編 編『フラメンコへの招待』新書館〈パフォーミング・アーツ・ブックス〉、2002年5月9日。ISBN 9784403320163。

## 参照元
1. ↑  『読売年鑑 2016年版』（読売新聞東京本社、2016年）p.507
2. ↑  "El imperio de los sentidos" Diario de Jerez, 2011年2月28日
3. ↑  "Kojima suma arte a la pasión" El Mundo, 2011年2月28日
4. ↑  “平成30年秋の叙勲 旭日重光章受章者” (PDF).   内閣府. p. 1 (2018年11月3日). 2023年1月24日閲覧。 アーカイブ 2023年1月24日 - ウェイバックマシン